# 日本北海道观光船沉没事件
日本北海道观光船沉没事件是指2022年4月23日發生於日本北海道斜里郡斜里町知床半島西海岸附近的一起海难事故。當時，一艘觀光船「KAZU I」因船內進水而沉沒，導致船上26名乘員及乘客全部死亡或失蹤。這起事件促使日本加強了對客船產業的監督，並促使海上保安廳強化了救援體系。
這起事故也被稱為「知床遊覽船事故」或「KAZU I沉沒事故」。此外，雖然有時被稱為「知床觀光船沉沒事故」，但與持有「知床觀光船」註冊商標的道東觀光開發公司及其營運的「知床觀光船奧羅拉號」無關。

## 背景
觀光船「KAZU I」是由有限會社知床遊覽船所擁有並經營的小型觀光船，原計劃從斜里町的宇登呂漁港出發，前往知床岬，然後折返返回宇登呂港。這條航線被稱為「知床岬路線」，全程預計耗時約3小時。
「KAZU1」最初於1985年2月在山口县的一家造船廠建造，最初的船名為光8號（ひかり八号），由ほうらい汽船公司在三原市和生口島之間提供渡輪服務。熟悉船隻的人在得知Kazu I號沉沒的消息時，指出這艘船是為平靜的瀨戶內海設計的，不適合鄂霍次克海較波濤洶湧的海域。光8號在數年後出售，並於1990年代再次轉售給岡山縣的一家渡輪公司，用於日生町和牛窓町之間的航線服務，但該公司在幾年後破產。之後，船隻所有權轉移至大阪的一位個人手中，並最終於2005年秋天賣給了知床遊覽船公司。
轉移至知床後不久，「KAZU1」的雙引擎被改為單引擎，拆除的引擎用於知床遊覽船公司運營的另一艘遊船。2015年，KAZU I號加裝了球狀船艏，船長從11.86米增加到12.14米，吃水深度從1.52米增加到1.62米。2021年，因原有引擎老化，剩下的引擎也被更換。
2021年6月，「KAZU1」在離港不久後於淺水區擱淺，此事事故中無人受傷。

## 事故

### 天氣狀況
事故當天，斜裡町於上午3點09分發布了強風警報（海上從6點到24點風速達每秒15米以上），並於9點42分發布了海浪警報（海上從9點到12點浪高2米，從12點到15點浪高2.5米）。在出航前，依照營運標準，已達到應取消航行的條件（風速8公尺/秒以上，浪高1公尺以上）。在宇登呂漁港附近，早上10點的浪高為32厘米，海面較為平靜。然而，浪高從11點40分左右開始上升，12點20分時超過了1米，到了13點18分時達到了2米，14點時更是升至3.07米。
據報道，事故當天早晨，「KAZU I」的船長曾被另一家觀光船運營公司的員工勸告「今天最好不要出海」。根據宇登呂漁業協同組合的說法，從中午開始，事故海域的能見度變差，浪高加劇，漁船在上午就已經返航。

### 經過
2022年4月23日，「KAZU I」於上午10點從宇登呂漁港出發，船上共有26人，包括24名乘客（其中2名兒童）以及船長和甲板員。這些乘客來自北海道、東京都、大阪府、香川縣、福岡縣等9都道府縣。最小為學齡前兒童，最大為70多歲長者。上午10點10分，一支遠足團的遊客在距離宇登呂漁港約3公里的地方目擊並拍攝了「KAZU I」號。根據同行導遊的說法，當時船隻狀況一切正常。約上午10點20分，另一艘觀光船「KAZU III」號由臨時船長駕駛，載有12名乘客，出發進行為時70分鐘的卡姆伊瓦卡瀑布往返航程。船員表示，約在11點時感受到輕微的風浪，但船隻仍依計畫於11點40分返回港口。
12點10分左右，由於波浪增大，知床遊覽船公司決定取消下午2點的航班，大約在12點55分，知床遊覽船公司的一名員工因擔心天氣惡化，嘗試聯絡船長的手機，但未能接通。下午1點左右，另一家觀光船公司的員工注意到「KAZU I」號尚未返回，前往知床遊覽船公司辦公室查詢，得知「船長的手機無法接通」。由於知床遊覽船公司的無線天線自當年1月損壞後一直未修復，無法透過無線電進行通訊，該員工只好返回自己公司嘗試聯繫。
大約在下午1點10分，該員工透過無線電詢問船長目前的位置，船長回應「我們在卡舒尼瀑布，回程需要一些時間」。當時沒有緊急狀況的跡象，但根據正常航行時間，船隻本應早已通過該地段，這意味著可能因某種原因導致航行減速。該員工向知床遊覽船公司報告情況後返回公司。幾分鐘後，事態突然惡化，尚未來得及進一步詢問時，便聽到指示「讓所有人穿上救生衣」。當該員工再次聯絡船長時，船長回答：「情況緊急，引擎已停止，船的前部正在下沉，電池電量可能很快用盡」。
下午1點13分，該員工撥打了海上保安廳的緊急電話118，報告稱「透過業餘無線電聯絡，船隻隨時可能沉沒，船名為知床遊覽船的「KAZU I」號，船上有乘客，位置大約在卡舒尼瀑布附近。這是事故的首次報告。隨後，該名員工通知船長撥打118報警。
下午1點18分，船長使用向乘客借來的手機撥打118報警，稱「我們在卡舒尼瀑布附近，船首已經進水，船正在下沉，電池已經無法使用，發動機也無法運作，船上大約有10名乘客」。根據報警時提供的位置信息，船當時位於距卡舒尼瀑布約1公里處，最終發現船體的位置距此約200米向西南方移動。根據當時的潮流推測，通報後不久船就沉沒了。
沉沒前，一位乘客成功撥通了電話。這名70多歲、居住在佐賀縣的男性打電話向妻子告別。下午1點21分，另一名乘客也使用手機聯繫了家人，告訴他們「船首已經進水，船快要沉了，水已經淹到腳了，水太冷，無法游泳，也沒辦法跳海逃生」。這被認為是運輸安全委員會確認的最後一次通話。

### 救援
經搜救，在24日下午4時共發現10名失聯人員，據NHK指出，10人被救起時皆已失去生命意識。
4月25日，一名新获救的一名儿童被证实死亡，事故死亡人数增至11人，尚有15人失踪，同时日本方面的搜救人员决定扩大搜索范围。
4月27日下午，日本知床游览船社长桂田精一在记者会上就此次事故下跪道歉。
5月27日，日本海上保安厅表示肇事观光船已被成功打捞。

## 後續
「KAZU1」在出港前曾被另一家旅遊業者建議不要出航，因為當時的海況非常危險。知床地區的其他三家旅遊船公司由於天氣原因推遲了運營，而「KAZU1」號卻成為該地區首艘出航的旅遊船。事故發生時的天氣預報顯示，風速高、浪高可達3公尺。根據規定，「KAZU1」號只有在風速不超過每秒8公尺時才被允許出海，但預報中風可達每秒15公尺。此外，該船還違反了安全協議——根據協議，至少兩艘船應同時出航，而「KAZU1」號是單獨航行的。
2022年4月28日的新聞發布會上，知床遊覽船公司社長桂田精一跪地道歉，並表示：「我們造成了一場災難性事故，我深感抱歉。」他承認，在事故發生前，船上的主天線和衛星電話已被確認無法使用。桂田解釋稱，他批准了此次航行，因為他認為船長可以使用手機，其他業者的船隻也能夠提供幫助。這一舉動招致了前知床遊覽船公司員工和日本國土交通省的譴責，國土交通大臣齋藤鐵夫稱其行為「不可想像」。
2022年5月2日，日本海上保安廳對知床遊覽船的辦公室進行了突擊搜查，5月3日，桂田辭去知床小型觀光船協會主席職務，稱將「對事故負責」。
2022年5月11日，北海道通訊局宣布正在調查「KAZU1」號的營運商，因其涉嫌使用業餘無線電波進行海上通訊，在日本，企業使用業餘無線電頻率是非法的。據報道，該做法是為了削減成本，因為昂貴的衛星電話費用由個人船員承擔。日本運輸安全委員會的後續報告發現，桂田解雇了經驗豐富的船員，並在自己並不具備資質的情況下，出於應對2019冠状病毒病疫情影響的成本削減措施，親自擔任知床遊覽船公司的安全和營運管理人員。
2024年9月18日，第一管区海上保安本部以業務上過失致死傷罪及業務過失危險航行的嫌疑逮捕了桂田。根據逮捕理由，該社長在2022年4月23日作為運航管理者，未履行應有的安全保障義務，導致KAZU I號沉沒，致使26名乘客和船員死亡。在記者會上，該本部刑事課長表示，為了確定沉沒的機制，歷時約2年5個月的調查中，必須仔細收集各種鑑定結果及氣象數據進行分析。
同月26日，第一管區海上保安本部將KAZU I號船長以業務過失致死及業務過失危險航行的嫌疑，在船長已逝的情況下進行書面送檢。10月9日，釧路地方檢察廳以業務過失致死罪起訴了該社長。10月10日，釧路簡易法院決定批准社長的保釋，儘管檢方提出異議，但最終被駁回。11日，社長從拘留地釧路刑務分所獲准保釋，保釋金為1000萬日圓。

## 外部連結
- 概要 - 運輸安全委員會（JTSB）
- 船舶事故調査報告書 （页面存档备份，存于）（PDF） - 運輸安全委員會（JTSB）
- 知床遊覧船事故対策検討委員会 （页面存档备份，存于） - 國土交通省
- 知床沖における観光船の捜索救助事案について （页面存档备份，存于） - 北海道廳
- 知床遊覧船，存于（運航會社）